# Salvatore Petruolo
Salvatore Petruolo (Catanzaro, 4 gennaio 1857 – Napoli, 1946) è stato un pittore italiano.

## Biografia
Salvatore Petruolo è nato a Catanzaro nel 1857. Sin da giovane è attratto dal disegno e dell'arte. Si trasferì a Napoli nel 1875, ove frequentò il  Reale Istituto di Belle Arti, dove fu allevo di Gabriele Smargiassi e di Achille Carrillo.
L'anno successivo, nel 1876, esordì alla Promotrice "Salvator Rosa" e alla Promotrice partecipò in quasi tutte le successive edizioni, fino al 1917.
A Malta fu ospite dei duchi di Edimburgo, nel 1889 per circa tre mesi, eseguendo molti lavori.
Soggiornò per qualche mese in Spagna nel 1897, e nei primi anni del Novecento espose più volte a Londra.
Fu nominato professore onorario dell'Accademia di Belle Arti di Napoli. Si spense a Napoli, la sua città adottiva, nel 1946.

## Attività
Salvatore Petruolo si è espresso con le tecniche del disegno, dell'acquarello e dell'olio. Celebri sono i suoi paesaggi costieri (soprattutto napoletani, sorrentini e amalfitani), molto più rari i paesaggi calabresi. Curiosi gli scorci di città, soprattutto della Campania e della e Spagna. Rare sono le sue nature morte floreali, dipinte in stile Liberty.
I suoi paesaggi dal 1875 al 1898 sono riconducibili allo stile della Scuola di Posillipo, con influenze di Edoardo Dalbono. Dal 1898 il suo stile pittorico diventa più personale e caratteristico, con un influsso simbolista.

## Opere in musei e collezioni
- Museo d'arte, Avellino, Paesaggio innevato, 1874, olio su tavoletta.
- Museo nazionale di Capodimonte, Napoli, Marina di Sorrento, 1884, olio su tela.
- Pinacoteca "Enrico Giannelli", Parabita (LE).
- Pinacoteca Civica "Giuseppe De Nittis", Barletta, Pini, 1908, olio su tela.
- Museo Giuseppe Caravita principe di Sirignano, Scena bucolica, 1937, olio su tavoletta.
- Galleria dell'Accademia di belle arti, Napoli, Vallone dei Cervi o Bosco di Capodimonte, olio su tela, 1876, 45x60,5 cm, premio luglio 1876.[3]